# Wolfram Köberl
Wolfram Köberl (* 3. November 1927 in Innsbruck; † 17. November 2020 in Innsbruck) war ein österreichischer Maler und Bildhauer.

## Leben
Wolfram Köberl war der Sohn des Malers Franz Köberl, sein Bruder Oswald war als Schauspieler, Regisseur, Bühnenbildner und Maler tätig. Wolfram Köberl besuchte die Zeichenschule von Toni Kirchmayr in Innsbruck und studierte anschließend Kunstgeschichte an der Universität Innsbruck sowie drei Semester Malerei an der Akademie der bildenden Künste Wien bei Robin Christian Andersen. Er beschäftigte sich intensiv mit der barocken Kunst und eignete sich die entsprechenden Techniken der Fresko- und Tafelmalerei an. Er schuf insbesondere barockisierende Fresken in Kirchen und Klöstern in Tirol und Süddeutschland, mitunter wurde er als „lebender Barockmaler“ bezeichnet. Sein Fachwissen war insbesondere in der Nachkriegszeit in der Denkmalpflege gefragt und er renovierte und rekonstruierte zerstörte barocke Deckengemälde.

## Werke
Wolfram Köberl schuf überwiegend sakrale Kunst. Zu seinen Werken gehören etwa die Pietà im Oberbild des Kreuzaltars in der Pfarrkirche Alpbach und der Freiburger Totentanz von 1963.
1954 schuf er ein barockisierendes Deckenfresko anstelle der im Zweiten Weltkrieg zerstörten Fresken von Johann Michael Rottmayr in der Wallfahrtskirche Maria Lanzendorf. 1966 erhielt er den Auftrag, das im Zweiten Weltkrieg zerstörte Deckenfresko von Johann Zick im Fürstensaal des Bruchsaler Schlosses zu rekonstruieren. Diese Arbeit war 1968 beendet. Von 1970 bis 1974 malte er auch das Deckenfresko im Marmorsaal sowie drei Supraporten neu.

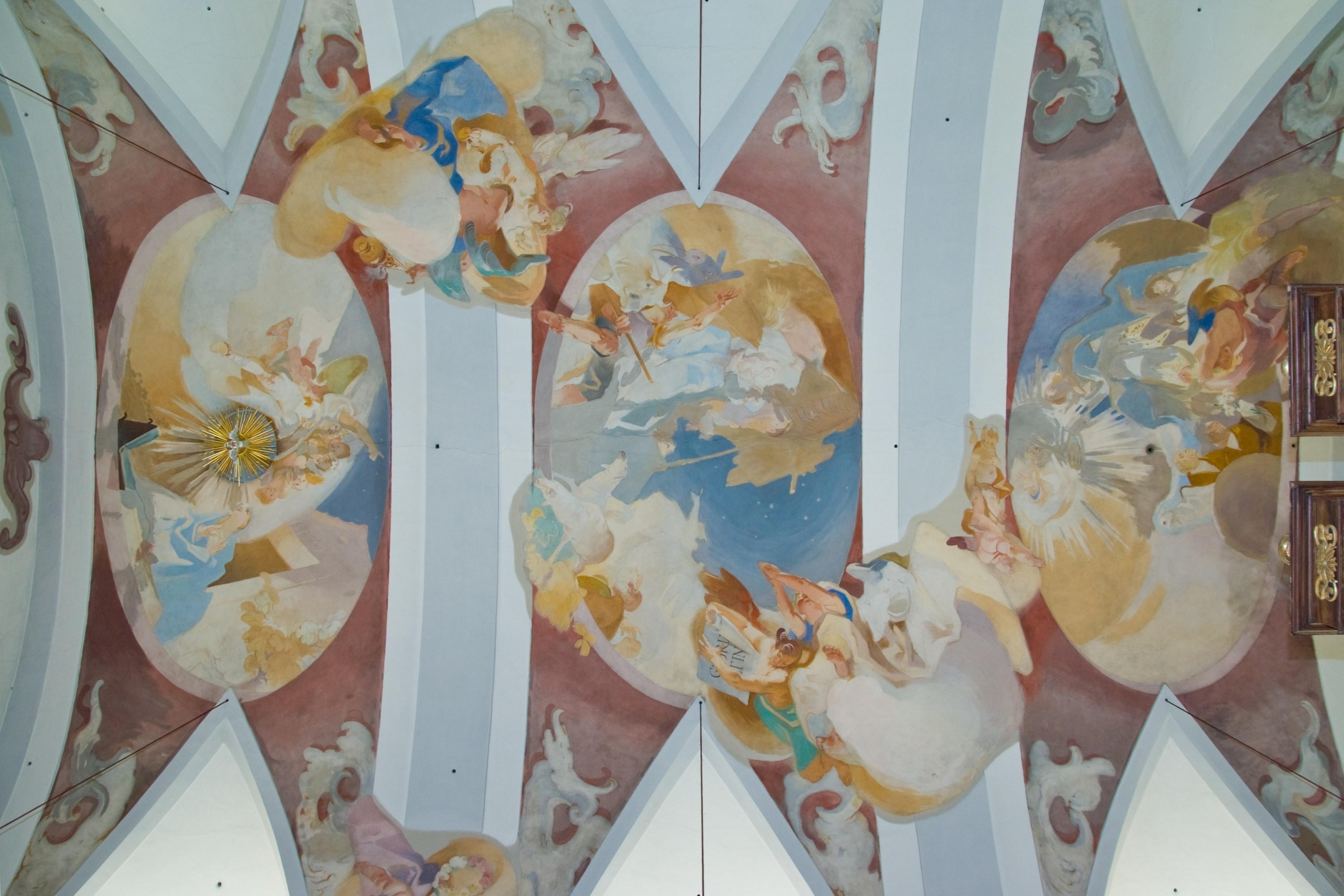
Gewölbemalerei in der Pfarrkirche Gföhl

Köberl schuf das Gemälde Der Auferstandene an einer Außenwand der Pfarrkirche Elbigenalp. An der Innenrestaurierung dieser Kirche war er ebenfalls beteiligt. Er gestaltete den Altarraum neu und wirkte bei der Freilegung der Fresken Johann Jakob Zeillers mit.
Für die Obsteiger Pfarrkirche malte Köberl die 1981 vollendeten Deckenbilder, den Grablieger (1983) und die Kreuzwegstationen. Auch die Kreuzwegstationen der Benediktinerabtei St. Georgenberg-Fiecht malte Köberl. In den Jahren 1994 und 1995 schuf Köberl die Fresken in der  Josephskapelle in Düsseldorf nach eigenen Entwürfen im Neorokoko-Stil.
2005 wurde er anlässlich des Papstbesuchs beim Weltjugendtag in Köln beauftragt, zwei monumentale Bilder zu malen. Motive waren Schwester Émilie Schneider und die Heilige Familie.